# Пшонкин, Иван Иванович
Ива́н Ива́нович Пшо́нкин (род. 15 декабря 1980, Москва) — российский режиссёр-мультипликатор.

## Биография[1]
Родился 15 декабря 1980 года в Москве.
Официально анимации нигде не обучался. В 1997 г. пришёл на киностудию «Союзмультфильм», как стажёр занимался фазовкой и прорисовкой, параллельно учился анимации.
С 2007 по 2011 работал на студии анимации «Петербург» в качестве художника 3D-аниматора полнометражного мультфильма «Смешарики. Начало».
В 2008 г. закончил Московский государственный гуманитарный университет им. М.Шолохова, по специальности - учитель рисования.
С 2012 года работает на студии «Аэроплан». Режиссёр-постановщик 20 серий анимационного сериала «Фиксики».
В 2016 году Иван Пшонкин провёл урок мастерства для воспитанников творческой студии «Сфера» в городе Дзержинский, Московская область. Занятие длилось два с половиной часа. Иван Иванович рассказал ребятам о создании мультфильма «Фиксики», снятого по мотивам увлекательной детской повести Эдуарда Успенского «Гарантийные человечки». С каждым ребёнком было проведено индивидуальное занятие по мастерству актёрского озвучивания, далее все приняли участие в практическом занятии - анимирование в 3D. В итоге каждый стал автором небольшого трёхмерного мультипликационного эпизода. В заключение открытого урока режиссёр рассказал о конечном этапе работы над фильмом - о компоузинге и монтаже.
В 2017 и 2019 поставил две полнометражные картины про фиксиков.
Иван Пшонкин женат на Екатерине Казаковой. Семья проживает в Москве.

## Фильмография

### Режиссёр-постановщик
- 2017 — Фиксики: Большой секрет — совместно с Андреем Колпиным и Васико Бедошвили
- 2019 — Фиксики против кработов — совместно с Васико Бедошвили и Олегом Ужиновым

### Режиссёр серий
- 2010—2019 — Фиксики
- 2020—наст. время — Фиксики. Новенькие

### Сценарист
- 2010—2019 — Фиксики

### Художник-аниматор
- 2004 — Незнайка и Баррабасс
- 2007 — Белка и Стрелка. Звёздные собаки
- 2011 — Смешарики. Начало
- 2010—2019 — Фиксики
- 2016—2018 — Шаранавты. Герои Космоса
- 2017 — Фиксики: Большой секрет
- 2019 — Фиксики против кработов

## Награды

### Фиксики: Большой секрет
- 16 марта 2018 — номинант кинопремии «Икар».[3]

### Фиксики против кработов
- Фильм участвует в конкурсной программе фестиваля Суздаль-2020[4]